# Kevin Johnson (friidrottare)
Kevin Johnson, född 9 april 1951, död 8 mars 2016, var en friidrottare från Bahamas. Han deltog vid olympiska sommarspelen 1968 och olympiska sommarspelen 1972.